# Droga wojewódzka nr 725
Droga wojewódzka nr 725 (DW725) – droga wojewódzka o długości 39 km łącząca Rawę Mazowiecką z Belskiem Dużym.

## Ważniejsze miejscowości leżące przy trasie DW725
- Rawa Mazowiecka
- Biała Rawska
- Belsk Duży